# Salto in lungo
Il salto in lungo è una specialità sia maschile che femminile dell'atletica leggera, in cui gli atleti, dopo una rincorsa, raggiungono la zona limite dove poter saltare, detta "asse di battuta", cercando di atterrare il più lontano possibile nella buca riempita di sabbia.
La lunghezza del salto viene misurata dal limite di battuta, indipendentemente dal punto esatto dove l'atleta ha staccato. Il salto in lungo fa parte dei salti in estensione come il salto triplo.

## Esecuzione
Il salto in lungo è ritenuto tra i gesti più naturali. Come gli altri salti, anche questo si compone di 4 fasi:
- Rincorsa
- Stacco
- Volo
- Atterraggio.

### Rincorsa
Lo scopo della rincorsa è quello di raggiungere la massima velocità controllabile per effettuare uno stacco e anch'essa si suddivide in più fasi:
- Lunghezza
- Corsa veloce
- Tecnica di corsa

La lunghezza varia a seconda degli atleti e in rapporto all'accelerazione e alla velocità che raggiunge. La rincorsa varia da 30-34 metri fino ai 45 circa. Se la rincorsa è troppo breve non è possibile esprimere a pieno l'efficacia del salto.
La corsa deve avere una certa velocità sviluppata gradualmente. Deve poter adattarsi alle capacità dell'atleta e deve essere compatibile con la corretta esecuzione del salto. Uno degli errori più frequenti è quello di impegnarsi nella corsa a svantaggio di un'azione controllata che poi aiuta a migliorare le fasi successive.
Per quanto riguarda la tecnica, la partenza può avvenire da fermi (per centrare meglio l'asse di battuta), o con qualche passo di avvio (per una migliore decontrazione), ma in tutti i casi a partire da una linea di riferimento.
La corsa deve essere elastica e progressivamente accelerata, mantenendo il busto eretto e ginocchia alte, aiutando così un buon movimento rotatorio delle gambe, al fine di ottenere un'alta velocità con una buona stabilità.

### Stacco
Appena prima dello stacco gli ultimi tre appoggi devono essere accelerati. Segue un leggero abbassamento dell'atleta (caricamento) per coinvolgere la totalità del corpo in sincrono, agevolandolo con una buona apertura tra le due cosce e l'angolo del ginocchio.
Il piede poggia su tutta la superficie di battuta con la massima forza, spingendo verso il basso, anche con una leggera rullata, che serve, assecondando il movimento del corpo, a utilizzare al massimo la superficie di spinta del piede. Segue la decisa salita del ginocchio libero per ottenere un ulteriore slancio verso l'alto.
Bisogna inoltre ricordare che la lunghezza del salto dipende dall'insieme di tutte le sue parti e lo stacco non deve servire principalmente ad una spinta in avanti (già data dalla corsa) ma, appunto all'elevazione.

### Fase di volo
I movimenti compiuti durante la fase di volo possono variare in funzione dell'atleta, ma sono sempre finalizzati al mantenimento dell'equilibrio e di annullare l'effetto di rotazione.
Si può assistere al volo veleggiato (o hang style) in cui è prevista una distensione ed un abbassamento dell'arto libero fino ad essere appaiato all'arto di stacco, a raccolta (o tuck style) o con passi in aria (o hitch-kick). In quest'ultimo si possono eseguire 1½ ; 2½ o 3½ passi in volo prima dell'atterraggio.
La direzione dello sguardo deve essere in avanti e un po' verso l'alto sempre per evitare eventuali rotazioni del busto. In tutta la fase di volo le azioni devono essere fluide e decontratte al fine di evitare di farsi male nel momento dell'atterraggio.

### Atterraggio
Quest'ultimo deve avvenire con le gambe protese in completa estensione. Dapprima gli arti sono flessi per poi allungarsi un attimo prima del contatto col suolo, e il busto deve essere leggermente inclinato in avanti. Quando i piedi toccano la sabbia, le ginocchia si piegano, ed il busto passa sopra le orme lasciate dai piedi con la testa che si avvicina il più possibile alle ginocchia.
Se eseguito correttamente il primo segno che rimane sulla sabbia è solo quello dei talloni. In questo modo si evita di cadere all'indietro e di perdere centimetri che in gare professionali possono essere decisivi.

## Regolamento
Tutti i salti devono essere misurati prendendo come riferimento il segno lasciato dall'atleta nella sabbia più vicino alla linea di stacco (o al suo prolungamento), lasciato da qualsiasi parte del corpo dell'atleta. La misurazione deve essere effettuata perpendicolare alla linea di stacco.

### Salto nullo
Il salto viene considerato nullo se:
- l'atleta tocca il terreno oltre la linea di stacco con qualsiasi parte del corpo, sia correndovi sopra senza saltare che durante l'azione di salto;
- l'atleta stacca al di fuori della corsia di rincorsa;
- l'atleta durante la caduta tocca il terreno al di fuori dell'area di caduta in un punto più vicino alla linea di stacco della più vicina impronta lasciata dal salto nella zona di caduta;
- l'atleta, dopo aver completato il salto, ritorna verso la zona di stacco;
- l'atleta usa una qualsiasi forma di salto mortale.

## Record

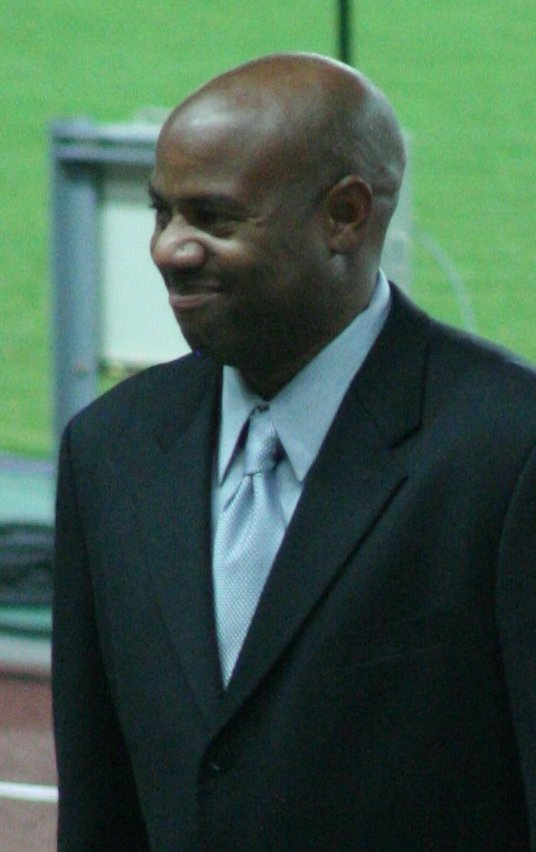
Mike Powell, primatista mondiale di salto in lungo

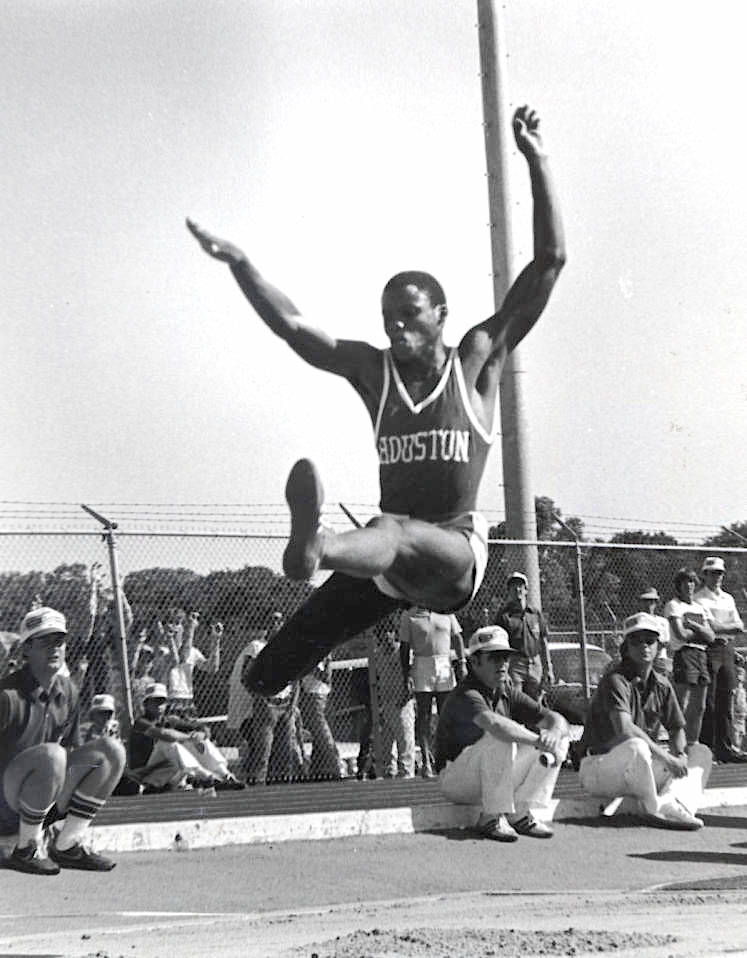
Carl Lewis, detentore del record mondiale indoor della specialità

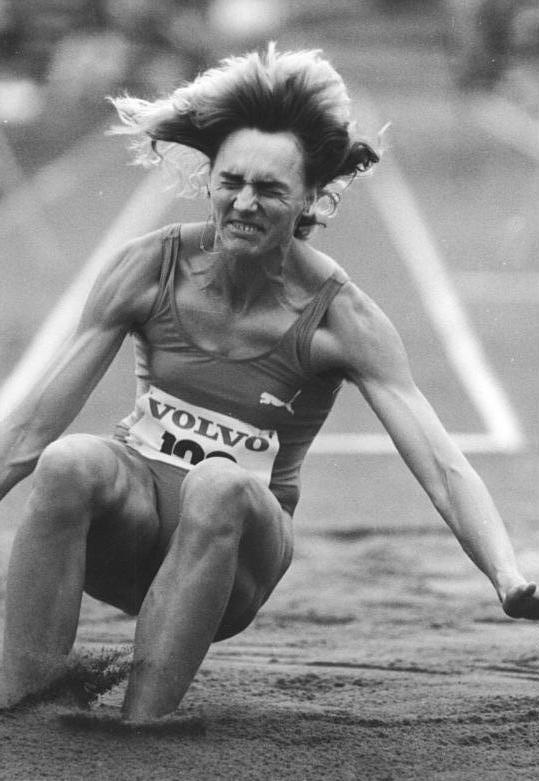
Heike Drechsler, primatista mondiale indoor femminile

Il record mondiale maschile della specialità è detenuto dallo statunitense Mike Powell con la misura di 8,95 m, ottenuta il 30 agosto 1991 nella finale dei campionati mondiali di Tokyo, mentre quello femminile è detenuto dalla sovietica Galina Čistjakova che saltò 7,52 m l'11 giugno 1988 a Leningrado.
Nel 1992, in condizioni ventose Mike Powell saltò 8,99 m a Sestriere; nel 1994 Heike Drechsler, sempre a Sestriere, fece registrare una misura di 7,63 m, con un vento di appena +2,1 m/s. Nel 1995, ancora al Sestriere, favorevole perché in altura, Iván Pedroso saltò 8,96 m; il salto fu inizialmente considerato record mondiale, ma in seguito fu accertato che un tecnico si era piazzato davanti all'anemometro per consentire la regolarità del salto, falsando quindi la misura del vento, che fu considerato in seguito superiore ai 2 m/s. L'atleta si aggiudicò comunque la Ferrari messa in palio dagli organizzatori per chi avesse battuto un record mondiale.
A livello indoor i primati mondiali sono stati stabiliti dallo statunitense Carl Lewis, con la misura di 8,79 m ottenuta il 27 gennaio 1984 a New York, e dalla tedesca Heike Drechsler, con 7,37 m saltati il 13 febbraio 1988 a Vienna.

### Maschili
Statistiche aggiornate al 4 marzo 2021.
|                             | Misura            | Atleta                      | Luogo                | Data            |
| --------------------------- | ----------------- | --------------------------- | -------------------- | --------------- |
| Record mondiale             | 8,95 m (+0,3 m/s) | Mike Powell                 | Tokyo                | 30 agosto 1991  |
| Record olimpico             | 8,90 m (+2,0 m/s) | Bob Beamon                  | Città del Messico    | 18 ottobre 1968 |
| Record africano             | 8,65 m (+1,3 m/s) | Luvo Manyonga               | Potchefstroom        | 22 aprile 2017  |
| Record asiatico             | 8,48 m (+0,6 m/s) | Mohamed Salman Al-Khuwalidi | Sotteville-lès-Rouen | 2 luglio 2006   |
| Record europeo              | 8,86 m (+1,9 m/s) | Robert Ėmmijan              | Tsaghkadzor          | 22 maggio 1987  |
| Record nord-centroamericano | 8,95 m (+0,3 m/s) | Mike Powell                 | Tokyo                | 30 agosto 1991  |
| Record oceaniano            | 8,54 m (+1,7 m/s) | Mitchell Watt               | Stoccolma            | 29 luglio 2011  |
| Record sudamericano         | 8,73 m (+1,2 m/s) | Irving Saladino             | Hengelo              | 24 maggio 2008  |
| Record nazionale            | 8,47 m (-0,2 m/s) | Andrew Howe                 | Osaka                | 30 agosto 2007  |

### Femminili
Statistiche aggiornate al 9 luglio 2022.
|                             | Misura            | Atleta               | Luogo       | Data              |
| --------------------------- | ----------------- | -------------------- | ----------- | ----------------- |
| Record mondiale             | 7,52 m (+1,4 m/s) | Galina Čistjakova    | Leningrado  | 11 giugno 1988    |
| Record olimpico             | 7,40 m (+0,9 m/s) | Jackie Joyner-Kersee | Seul        | 29 settembre 1988 |
| Record africano             | 7,17 m (+1,1 m/s) | Ese Brume            | Chula Vista | 29 maggio 2021    |
| Record asiatico             | 7,01 m (+1,4 m/s) | Yao Weili            | Jinan       | 4 giugno 1993     |
| Record europeo              | 7,52 m (+1,4 m/s) | Galina Čistjakova    | Leningrado  | 11 giugno 1988    |
| Record nord-centroamericano | 7,49 m (+1,3 m/s) | Jackie Joyner-Kersee | New York    | 22 maggio 1994    |
| Record nord-centroamericano | 7,49 m (+1,7 m/s) | Jackie Joyner-Kersee | Sestriere   | 31 luglio 1994    |
| Record oceaniano            | 7,13 m (+1,8 m/s) | Brooke Buschkuehl    | Chula Vista | 9 luglio 2022     |
| Record sudamericano         | 7,26 m (+1,8 m/s) | Maurren Maggi        | Bogotà      | 25 giugno 1999    |
| Record nazionale            | 7,11 m (+0,8 m/s) | Fiona May            | Budapest    | 22 agosto 1998    |

### Maschili indoor
Statistiche aggiornate al 17 febbraio 2025.
|                             | Misura | Atleta           | Luogo      | Data             |
| --------------------------- | ------ | ---------------- | ---------- | ---------------- |
| Record mondiale             | 8,79 m | Carl Lewis       | New York   | 27 gennaio 1984  |
| Record africano             | 8,44 m | Luvo Manyonga    | Birmingham | 2 marzo 2018     |
| Record asiatico             | 8,27 m | Su Xiongfeng     | Nanchino   | 11 marzo 2010    |
| Record europeo              | 8,71 m | Sebastian Bayer  | Torino     | 8 marzo 2009     |
| Record nord-centroamericano | 8,79 m | Carl Lewis       | New York   | 27 gennaio 1984  |
| Record oceaniano            | 8,25 m | Fabrice Lapierre | Portland   | 20 marzo 2016    |
| Record sudamericano         | 8,42 m | Irving Saladino  | Atene      | 13 febbraio 2008 |
| Record nazionale            | 8,37 m | Mattia Furlani   | Toruń      | 16 febbraio 2025 |

### Femminili indoor
Statistiche aggiornate al 4 marzo 2024.
|                             | Misura | Atleta            | Luogo      | Data             |
| --------------------------- | ------ | ----------------- | ---------- | ---------------- |
| Record mondiale             | 7,37 m | Heike Drechsler   | Vienna     | 13 febbraio 1988 |
| Record africano             | 6,97 m | Chioma Ajunwa     | Erfurt     | 5 febbraio 1997  |
| Record asiatico             | 6,82 m | Yang Juan         | Pechino    | 13 marzo 1992    |
| Record europeo              | 7,37 m | Heike Drechsler   | Vienna     | 13 febbraio 1988 |
| Record nord-centroamericano | 7,23 m | Brittney Reese    | Istanbul   | 11 marzo 2012    |
| Record oceaniano            | 6,81 m | Nicole Boegman    | Barcellona | 12 marzo 1995    |
| Record sudamericano         | 6,89 m | Maurren Maggi     | Valencia   | 9 marzo 2008     |
| Record nazionale            | 6,97 m | Larissa Iapichino | Istanbul   | 5 marzo 2023     |

Legenda:
: record mondiale
: record olimpico
: record africano
: record asiatico
: record europeo
: record nord-centroamericano e caraibico
: record oceaniano
: record sudamericano
: record italiano

## Migliori atleti

### Maschili outdoor
Statistiche aggiornate al 4 marzo 2021.
|     | Misura            | Atleta          | Luogo             | Data              |
| --- | ----------------- | --------------- | ----------------- | ----------------- |
| 1.  | 8,95 m (+0,3 m/s) | Mike Powell     | Tokyo             | 30 agosto 1991    |
| 2.  | 8,90 m (+2,0 m/s) | Bob Beamon      | Città del Messico | 18 ottobre 1968   |
| 3.  | 8,87 m (-0,2 m/s) | Carl Lewis      | Tokyo             | 30 agosto 1991    |
| 4.  | 8,86 m (+1,9 m/s) | Robert Ėmmijan  | Tsaghkadzor       | 22 maggio 1987    |
| 5.  | 8,74 m (+1,4 m/s) | Larry Myricks   | Indianapolis      | 18 luglio 1988    |
| 5.  | 8,74 m (+2,0 m/s) | Erick Walder    | El Paso           | 2 aprile 1994     |
| 5.  | 8,74 m (-1,2 m/s) | Dwight Phillips | Eugene            | 7 giugno 2009     |
| 8.  | 8,73 m (+1,2 m/s) | Irving Saladino | Hengelo           | 24 maggio 2008    |
| 9.  | 8,71 m (+1,9 m/s) | Iván Pedroso    | Salamanca         | 18 luglio 1995    |
| 10. | 8,69 m (+0,5 m/s) | Tajay Gayle     | Doha              | 28 settembre 2019 |

### Femminili outdoor
Statistiche aggiornate al 4 marzo 2021.
|    | Misura            | Atleta               | Luogo          | Data              |
| -- | ----------------- | -------------------- | -------------- | ----------------- |
| 1. | 7,52 m (+1,4 m/s) | Galina Čistjakova    | Leningrado     | 11 giugno 1988    |
| 2. | 7,49 m (+1,3 m/s) | Jackie Joyner-Kersee | New York       | 22 maggio 1994    |
| 3. | 7,48 m (+1,2 m/s) | Heike Drechsler      | Neubrandenburg | 9 luglio 1988     |
| 4. | 7,43 m (+1,4 m/s) | Anișoara Stanciu     | Bucarest       | 4 giugno 1983     |
| 5. | 7,42 m (+2,0 m/s) | Tat'jana Kotova      | Annecy         | 23 giugno 2002    |
| 6. | 7,39 m (+0,5 m/s) | Elena Belevskaja     | Brjansk        | 18 luglio 1987    |
| 7. | 7,37 m            | Inesa Kravec'        | Kiev           | 13 giugno 1992    |
| 8. | 7,33 m (+0,4 m/s) | Tat'jana Lebedeva    | Tula           | 31 luglio 2004    |
| 9. | 7,31 m (+1,5 m/s) | Alena Chlopotnova    | Alma-Ata       | 12 settembre 1985 |
| 9. | 7,31 m (+1,9 m/s) | Marion Jones         | Eugene         | 31 maggio 1998    |
| 9. | 7,31 m (+1,7 m/s) | Brittney Reese       | Eugene         | 2 luglio 2016     |

### Maschili indoor
Statistiche aggiornate al 18 marzo 2022.
|     | Misura | Atleta                 | Luogo        | Data             |
| --- | ------ | ---------------------- | ------------ | ---------------- |
| 1.  | 8,79 m | Carl Lewis             | New York     | 27 gennaio 1984  |
| 2.  | 8,71 m | Sebastian Bayer        | Torino       | 8 marzo 2009     |
| 3.  | 8,62 m | Iván Pedroso           | Maebashi     | 7 marzo 1999     |
| 4.  | 8,59 m | Miguel Pate            | New York     | 1º marzo 2002    |
| 5.  | 8,56 m | Yago Lamela            | Maebashi     | 7 marzo 1999     |
| 6.  | 8,55 m | Miltiadīs Tentoglou    | Belgrado     | 18 marzo 2022    |
| 7.  | 8,49 m | Robert Ėmmijan         | Liévin       | 21 febbraio 1987 |
| 8.  | 8,46 m | Juan Miguel Echevarría | Birmingham   | 2 marzo 2018     |
| 9.  | 8,45 m | JuVaughn Harrison      | Fayetteville | 12 marzo 2021    |
| 10. | 8,44 m | Larry Myricks          | New York     | 24 febbraio 1984 |
| 10. | 8,44 m | Mike Powell            | Budapest     | 5 febbraio 1993  |
| 10. | 8,44 m | Luvo Manyonga          | Birmingham   | 2 marzo 2018     |

### Femminili indoor
Statistiche aggiornate al 4 marzo 2021.
|     | Misura | Atleta               | Luogo       | Data             |
| --- | ------ | -------------------- | ----------- | ---------------- |
| 1.  | 7,37 m | Heike Drechsler      | Vienna      | 13 febbraio 1988 |
| 2.  | 7,30 m | Galina Čistjakova    | Lipeck      | 28 gennaio 1989  |
| 3.  | 7,24 m | Ivana Španović       | Belgrado    | 5 marzo 2017     |
| 4.  | 7,23 m | Brittney Reese       | Istanbul    | 11 marzo 2012    |
| 5.  | 7,20 m | Larisa Berežnaja     | Homel'      | 4 febbraio 1989  |
| 6.  | 7,17 m | Alena Chlopotnova    | Kišinëv     | 16 febbraio 1985 |
| 7.  | 7,13 m | Jackie Joyner-Kersee | Atlanta     | 5 marzo 1994     |
| 8.  | 7,09 m | Helga Radtke         | Berlino Est | 24 febbraio 1985 |
| 8.  | 7,09 m | Inesa Kravec'        | Mosca       | 1º febbraio 1992 |
| 10. | 7,07 m | Malaika Mihambo      | Berlino     | 14 febbraio 2020 |